# 1962년 독립궁 테러
1962년 독립궁 테러는 1962년 2월 27일, 베트남 공화국 공군 소속 반정부 성향의 조종사 "응우옌반끄"와 "팜푸꾸옥"이 스카이레이더 공격기를 이용하여 수도 사이공에 있는 독립궁을 공습한 사건이다.
공습을 주도한 조종사들은 후에 말하길 자신들이 응오딘지엠을 암살하려한 이유는 그가 남베트남 정부를 타도하려는 베트콩과 마르크스주의 게릴라들을 상대하는 것보다, 권력을 유지하는 것에 집중하며 독재적인 통치를 행하기 때문이라고 말했다. 응우옌반끄와 팜푸꾸옥은 공습을 통하여 응오딘지엠 정권의 취약성을 노출시키고 장성들이 봉기하는 것을 기대했지만, 이는 실현되지 못했다.
발사된 폭탄 하나는 응오딘지엠이 책을 읽고 있던 독립궁의 서관을 관통하였으나 폭팔하지 않았고, 이에 응오딘지엠은 자신이 "성스러운" 보호를 받고 있다고 주장하는 계기가 되었다. 응오딘지엠의 올케였던 쩐레쑤언은 약간의 부상을 입었으나, 그녀를 제외한 응오딘지엠의 가족은 모두 무사했다. 독립궁의 직원 3명이 사망하고 30명이 부상당했다. 사건 이후 응우옌반끄는 캄보디아로 도주했으나 팜푸꾸옥은 도주하지 못하고 체포되어 감옥에 수용되었다.
이 공습으로 인하여 응오진디엠은 베트남 공화국에 주둔한 미국인들에 대해 적대적로 변했다. 그는 미국의 미디어가 그를 권좌에서 몰아내기를 원했다고 주장하며 언론자유와 정치협회에 대한 새로운 규제들을 시행했다. 언론들은 미국은 이 사건을 이용하여 베트남 공화국에 지상군을 배치할 것이라고 추정했으나, 미국은 이 사건에 대하여 신중한 입장을 유지했다. 국내적으로 이 사건은 응오딘지엠에 대한 음모가 증가하고 있음을 보여주고 있었다.